# Stora Risken
Stora Risken är en sjö i Hedemora kommun i Dalarna och ingår i Dalälvens huvudavrinningsområde. Sjön har en area på 0,0855 kvadratkilometer och ligger 276,3 meter över havet. Sjön avvattnas av vattendraget Knivån.

## Delavrinningsområde
Stora Risken ingår i det delavrinningsområde (671260-151280) som SMHI kallar för Inloppet i Stora Lönnvattnet. Medelhöjden är 277 meter över havet och ytan är 8,02 kvadratkilometer. Det finns inga avrinningsområden uppströms utan avrinningsområdet är högsta punkten. Knivån som avvattnar avrinningsområdet har biflödesordning 3, vilket innebär att vattnet flödar genom totalt 3 vattendrag innan det når havet efter 233 kilometer. Avrinningsområdet består mestadels av skog (87 procent). Avrinningsområdet har 0,23 kvadratkilometer vattenytor vilket ger det en sjöprocent på 2,9 procent.